# Ернст Мансфелд
Петер Ернст Мансфелд (1580 - 29. новембра 1626) био је најамнички војсковођа из тридесетогодишњег рата.
Започевши војничку каријеру као најамник у служби Хабзбурговаца током Дугог рата (1593-1606) у Угарској, Ернст фон Мансфелд био је један од првих најамничких генерала са сопственом приватном војском у Светом римском царству. Савременици су тврдили да гроф Мансфелд може да скупи већу војску од цара Фридриха II. Више пута је мењао стране, продајући се увек оном ко највише плати.

## Рана војна искуства
Војно искуство је стекао у Мађарској, где му је рођак био на високом положају у царској команди. Касније је служио у војсци надвојводе Леополда и ту је постао непријатељ Хабзбурга. Иако је остао католик удружио се са протестантским кнежевима и током прве фазе Тридесетогодишњег рата био је један од истакнутих војсковођа.

## На челу плаћеника у Тридестогодишњем рату
Савојски војвода Карло Емануел I упутио је 1618. под Мансфелдовим водством 2.000 војника да помогну побуну у Бохемији. Заузео је Пилсен, али током лета 1619. побеђен је у бици код Саблата. После тога понудио је своје услуге цару Фердинанду II и остао је једно време неактиван.
Фридрих V Палатински га поставља на чело своје војске у Бохемији, а 1621. зауставља покушаје Јохана Церкласа Тилија да заузме Горњи Палатинат. Мансфелд прелази у Рајнски Палатинат, где заузима Хагенау и спречава пад Франкентала. Касније му се придружује Фридрих V Палатински, па заједно побеђују Јохана Церкласа Тилија у бици код Визлоха 25. априла 1622. године. Мансфелд је харао Алзасом и Хесеном. Није пљачкао само непријатељске области. Он је често представљао опасност за области које је бранио. Због тога је Фридрих V Палатински био принуђен да отпусти Мансфелдову војску.

### Фалачка кампања
У првој фази тридесетогодишњег рата, Мансфелд се, иако лично католик, борио на страни протестаната. По завршетку рата у Италији, у јесен 1618. стигао је у Чешку са око 2.000 најамника и придружио се протестантским побуњеницима. Учествовао је у бици на Белој Гори 8. новембра 1620, одакле се, после пораза, пробио смелим маршем у Фалачку.
Пошто је до марта 1621. протестантски устанак у Чешкој потпуно угушен, тежиште операција је пренето у Фалачку, центар протестантског покрета у Немачкој. Тамо је 1620. из Шпанске Низоземске упао и пустошио Амброзије Спинола са око 25. 000 шпанских најамника. Мансфелд је са св ојим најамницима бранио Горњу Фалачку, одакле су га убрзо Тили и Максимилијан Баварски потисли ка Доњој Фалачкој. Зими 1621/22. није било операција: обе стране искористиле су затишје за тражење нових савезника. Фридрих V и Мансфелд придобили су Кристјана Млађег, војводу од Брауншвајга и Георга Фридриха, грофа Бадена, а добили су и новчану помоћ од Холандије, која је наставила рат против Шпаније.
У пролеће 1622. борбе су настављене. Мансфелд и Георг Фридрих Баденски заједно су потукли снаге Католичке лиге под Јоханом Тилијем код Вислоха 27. априла 1622, али су се после победе, у потрази за храном, раздвојили. Тили је, пошто му се придружио контигент шпанских снага под Гонзалом Кордовом (шп. Gonzalo Hernández de Córdoba), појединачно потукао Георга Фридриха 6. маја 1622. код Вимпфена, а 20. јуна војводу Кристјана код Хехста.
Пошто је тиме рат у Фалачкој коначно изгубљен, Мансфелд и Кристјан повукли су се у Алзас и ступили у службу Холанђана. У холандској служби, Мансфелд и Кристјан са својим најамницима потукли су Шпанце под Гонзалом Кордовом код Флериса у Шпанској Низоземској (Белгији)  29. августа 1622. Пошто нису могли да поднесу строгу дисциплину у холандској војсци, Мансфелд је после уговореног рока прешао у источну Фризију, где су му се најамници разишли због недостатка новца и хране, док је Кристјан прешао у Вестфалију, где га је Тили поразио 6. августа 1623. у бици код Штатлона.

## Одлазак у Холандију и Енглеску
Мансфелд се придружио Кристијану Брунсвишком, па је водио своју војску кроз Лорену, уништавајући успут све дуж свога похода. У августу побећује Шпанце крај Флера. Долази у Холандију у службу Уједињених провинција. Осваја подручја источне Фризије, где заузима тврђаву и поново његова војска пљачка и злоставља становништво. Као плаћеник и вођа плаћеника Мансфелд је често прекидао своје ратне походе и тражио начин да скупи новац било пљачком, било продајом услуга својих плаћеника ономе ко понуди више.
Током 1624. три пута посећује Лондон, где је био слављен као херој. Џејмс I Стјуарт оклевао је да му да новац и људе за обнову Палатината. Почетком 1625. поново прелази у Холандију.

## Поново са плаћеницима у Немачкој
Мансфелдова срећа поново се поправила када су Данска, Холандија и Енглеска, уз сагласност Француске, склопиле савез у Хагу 1625, чиме је формирана антихабсбуршка коалиција. Њиховим новцем, Мансфелд је окупио нову најамничку војску за фалачког кнеза, али снаге коалиције нису биле јединствене.
Током 1625. рат је био обновљен данском инвазијом под водством Кристијана IV Данског. Мансфелд долази поново у Немачку са својим плаћеницима. Албрехт Валенштајн му наноси тешки пораз 25. априла 1626. приликом неуспелог напада на утврђени мостобран код Десауа.
Мансфелд је убрзо скупио нову војску, са којом је намеравао да напада наследне хабзбуршке земље у Аустрији. Међутим прогонио га је Албрехт Валенштајн са својом војском, па Мансфелд скреће према Мађарској, с циљем да помогне трансилванијском кнезу Бетлену Габору. Бетлен Габор је променио политику и помирио се са царем, па и Мансфелд распушта своје плаћенике. Кренуо је према Венецији, али код Раковице (највероватније близу Огулина) је оболeо. Умро је 29. новембра 1626. и сахрањен је у Сплиту.